# Jan Rejžek
Jan Rejžek (* 21. června 1954 České Budějovice) je český hudební i filmový kritik a novinář, který vydal dvě básnické sbírky.

## Život

### Život do sametové revoluce
V 70. letech přispíval jako sportovní novinář do časopisu Gól, později proslul svými mnohdy nekompromisními kritikami v časopise Melodie (sám uvádí, že ze sta recenzí bylo 70 pozitivních a 30 negativních, ale lidé si prý pamatují jen ty negativní). Sám Rejžek uvádí, že vzájemná solidarita mezi spolupracovníky časopisu přispěla k tomu, že nikdo z nich nepodepsal Antichartu.
Od roku 1979 připravil na 900 poslechových pořadů v klubech po celé republice, příležitostně uváděl rockové a folkové festivaly včetně festivalu v Lipnici nad Sázavou v roce 1988, kde na závěr pozval na pódium tehdejšího předního disidenta Václava Havla. Do samizdatových Lidových novin přispíval pod pseudonymy Robert Žák a Milan Frýda. Aktivně se zapojil do vzniku petice Několik vět, když získal velké množství podpisů. Patřil mezi kontaktní osoby uvedené na Petici novinářů, která protestovala proti uvěznění Jiřího Rumla a Rudolfa Zemana.

### Život po sametové revoluci
Po sametové revoluci byl úředníkem v sekci vnitřní politiky v Kanceláři prezidenta republiky, pak tiskovým mluvčím politické strany ODA, pak krátce redaktorem zpravodajství Československé televize, později redaktorem českého vysílání rádia Svobodná Evropa.
Pracoval také pro bývalý Český rozhlas 6, kde připravoval hudební pořad Kaleidoskop a také Kritický klub Jana Rejžka, v němž se s Vladimírem Justem a dalšími hosty kriticky vyjadřoval ke kulturním událostem. Kritický klub byl pokračováním podobného pořadu Katovna, který připravovali s Justem v České televizi. Pořad byl po neshodách s vedením České televize zrušen. Spolupráci s ním v létě 2014 rozvázal i Český rozhlas kvůli vulgaritám vůči jedné z posluchaček. Do ledna 2018 psal pravidelně sloupky do Lidových novin. Od roku 2019 pravidelně publikuje komentáře v deníku E15.
Dne 2. července 2005 komentoval na druhém programu České televize živě přenášený koncert Live 8, ve stejném médiu pak v roce 2009 semifinálové a finálové kolo Eurovision Song Contest v Moskvě. V České televizi také uvádí předávání cen Grammy – s překladatelkou Danou Hábovou.
Ministerstvo obrany ČR jej 6. září 2017 ocenilo za účast ve třetím odboji.

### Osobní život
Ženatý byl s překladatelkou Helenou Rejžkovou. S dramaturgyní Alenou Müllerovou má syna (rappera Jáchyma Rejžka, vystupujícího pod přezdívkou Churchill); během jejich vztahu se mu s jinou ženou narodila dcera.

## Kontroverze
Jan Rejžek se stal autorem kontroverzních výroků na adresu některých osob; společným jmenovatelem Rejžkových hodnotově zabarvených vyjádření bývá jejich údajná činnost v době let 1948–1989 pod vládou Komunistické strany Československa. Ze spolupráce s komunistickou státní bezpečností tak obvinil českou herečku a operní divu Soňu Červenou, kterou později soud obvinění zprostil. O Miloši Skalkovi uvedl, že „měl stejně měřítka vkusu někde maximálně u San Rema“. Senátorovi Jaromíru Štětinovi vytýkal spolupráci s komunistickou tajnou službou. Štětina Rejžka obvinil, že spolupracuje se zpravodajskou službou BIS na jeho diskreditaci.
Soudní spor vedl se zpěvačkou Helenou Vondráčkovou, v němž se podstatou procesu stala věta: „Vondráčková za svůj polistopadový comeback zřejmě vděčí tomu, že neztratila kontakty na mafiány, kteří ji v sedmdesátých a osmdesátých letech tlačili do médií.“ Spor po několika odvoláních skončil až u Ústavního soudu, který dal za pravdu Rejžkovi a vyvrátil tak, že Vondráčková byla neprávem obviněna. Slovo mafián podle Ústavního soudu není „tvrzením skutečnosti“, ale „hodnotovým úsudkem“.
V listopadu 2014 vyvolalo mediální odezvu jeho prohlášení v reakci na úmrtí skladatele Petra Hapky, když uvedl, že to byl „přeceněný kýčař“. Tato slova byla množstvím lidí považována za velmi nevhodná a navíc pronesená v mimořádně nevhodnou dobu. Snesla se na něj vlna kritiky a vysloužil si nálepku „normalizační kritik“. Oponentní intelektuálové dokonce přinesli fámu, že kritiku neunesl a 3. prosince 2014 zemřel. Této zprávy se chytla i některá média, takže ji sám Rejžek musel vyvracet a tvrdit, že nezemřel.